# Odelstinget
Odelstinget var et af to kamre, som det norske storting blev delt i under behandlingen af lovforslag. Derudover var det Odelstinget der rejste tiltale i rigsretssager. Odelstinget bestod af tre fjerdedele (127) af Stortingets 169 repræsentanter .
Med undtagelse af lovforslag og rigsretssager blev Stortingets sager behandlet i plenum. Odelstingets behandling af lovforslag foregik i Stortingssalen.
20. februar 2007 vedtog Stortinget at ophæve ordningen med Odelsting og Lagting. I stedet skal alle sager behandles af Stortinget i plenum. Ændringen trådte i kraft 1. oktober 2009.

## Behandling af lovforslag
De fleste lovforslag kom fra regeringen, men også det enkelte medlem af Odelstinget kunne fremstille lovforslag. Før forslaget blev behandlet af Odelstinget, blev det sendt til en komité for behandling. Hvilken komité der skulle behandle forslaget var fastsat i Stortingets forretningsorden. Lagtingets medlemmer kunne ikke selv fremstille lovforslag, men de sad i komiteene som lavede indstilling til lovforslag, sådan at de alligevel havde mulighed for at påvirke lovforslagene der.
Komiteen lavede så en indstilling som Odelstinget tog stilling til. Hvis Odelstinget tilsluttede sig indstillingen, eventuelt ændrede det, gik beslutningen videre til behandling i Lagtinget.

## Odelstingets præsidenter
| Navn                | Begyndte | Sluttede | Parti                     |
| ------------------- | -------- | -------- | ------------------------- |
| Carl Joachim Hambro | 1945     | 1949     | Høyre                     |
| Carl Joachim Hambro | 1949     | 1950     | Høyre                     |
| Carl Joachim Hambro | 1950     | 1954     | Høyre                     |
| Carl Joachim Hambro | 1954     | 1958     | Høyre                     |
| Alv Kjøs            | 1958     | 1961     | Høyre                     |
| Per Borten          | 1961     | 1965     | Senterpartiet             |
| Nils Hønsvald       | 1965     | 1969     | Arbeiderpartiet           |
| Håkon Johnsen       | 1969     | 1973     | Arbeiderpartiet           |
| Per Borten          | 1973     | 1977     | Senterpartiet             |
| Asbjørn Haugstvedt  | 1977     | 1981     | Høyre                     |
| Arne Nilsen         | 1981     | 1985     | Arbeiderpartiet           |
| Åshild Hauan        | 1985     | 1989     | Arbeiderpartiet           |
| Inger Lise Gjørv    | 1989     | 1993     | Arbeiderpartiet           |
| Gunnar Skaug        | 1993     | 1997     | Arbeiderpartiet           |
| Gunnar Skaug        | 1997     | 2001     | Arbeiderpartiet           |
| Ågot Valle          | 2001     | 2005     | Sosialistisk Venstreparti |
| Berit Brørby        | 2005     | 2009     | Arbeiderpartiet           |